# Джуджето Дългоноско
„Джуджето Дългоноско“ (на немски: Der Zwerg Nase) е приказка на немския писател Вилхелм Хауф, тематично свързана с популярната опера на Рихард Вагнер „Танхойзер“, а по-късно, според писателя Томас Ман, приказката служи като източник за написване на романа му „Вълшебната планина“. Самият Ман назовава този източник в едно писмо до Пол Аман.

## Сюжет
Внимание:  Текстът по-долу разкрива сюжета на произведението (или части от него)!
В Германия живее бедно семейство – мъж обущар, жена му Хана, която продава зеленчуци на пазара и 12-годишният им син Якоб. Един ден на пазара идва стара, уродлива жена, която се държи грубо, и това провокира Якоб да ѝ отвърне. При тази дързост, старицата, която е магьосница, използва хитрост, примамва го в дома си, упоява го с вълшебна билка и момчето и служи 7 години, мислейки си, че спи през това време. Когато тези 7 години минават, Якоб успява да избяга от дома, но вече се е превърнал в уродливо джудже – така, както го е прокълнала магьосницата. Но същевременно е усвоил до съвършенство готварския занаят. Без да знае за новия си външен вид и че са изминали 7 години, Якоб се връща в родния си град, но никой не го разпознава и всички му се подиграват на уродливостта – дори собствените му родители. Така прокуден, той решава да отиде при херцога и да стане главен готвач. Това му се отдава, Якоб получава висок пост в херцогския дворец, където готви превъзходно. Веднъж отива на пазар и купува гъски за готвене, но една от тях се оказва също омагьосана принцеса на име Мими. Един ден в двореца идва принц от друг град, на който Якоб не успява да угоди с храната – да приготви царицата на ястията – баницата „Суверена“. С гъската тръгват да я търсят, но се оказва, че липсващата билка е тази, която го е превърнала в урод и същата, която може да го преобрази отново в красив момък. Така и става, намират я, той я подушва и се преобразява. Успява да помогне и на гъската – принцеса, като я завежда в двореца на баща и. След това се прибира в дома си, където вече, натрупал богатства, отваря собствен дюкян и заживява щастливо до края на дните си.